# ヴァンゲリス (小惑星)
ヴァンゲリス (6354 Vangelis) は、小惑星帯にある小惑星。ウジェーヌ・デルポルトがベルギー王立天文台で発見した。
1970年代から21世紀まで活動しているギリシャのシンセサイザー奏者、作曲家のヴァンゲリスに因んで名付けられた。